# Phoracantha impavida
Phoracantha impavida là một loài bọ cánh cứng trong họ Cerambycidae.